# Henry Pelham (Maler)

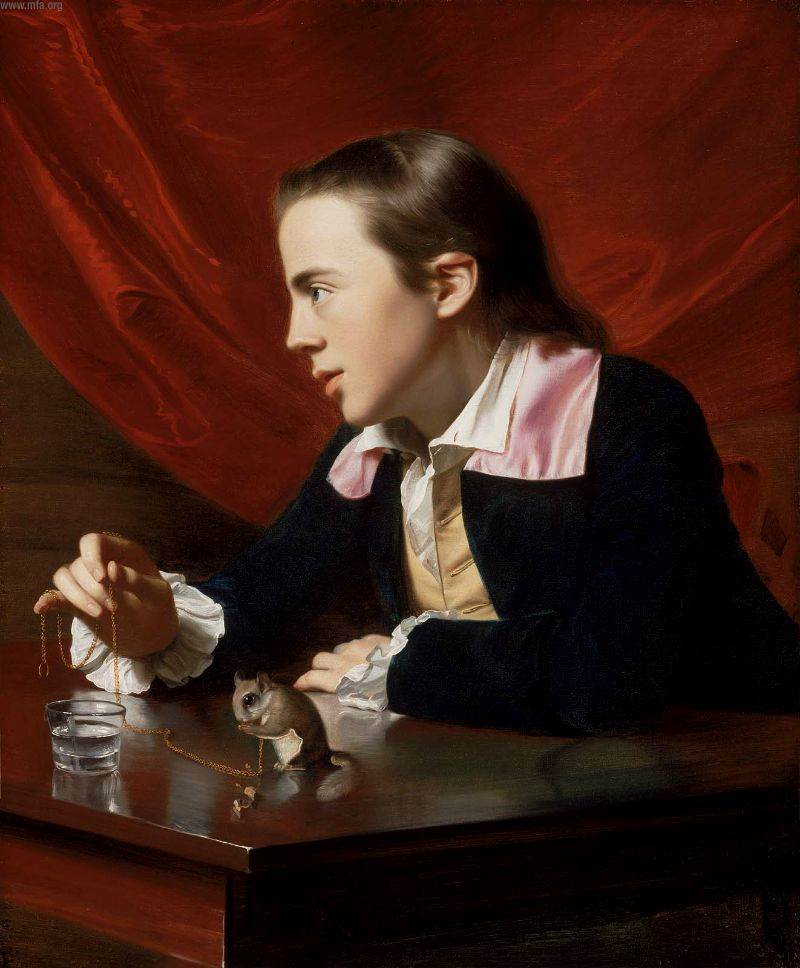
John Singleton Copley: A Boy with a Flying Squirrel – Porträt von Henry Pelham (1765). Museum of Fine Arts Boston, Massachusetts

Henry Pelham (* 14. Februar 1749 in Boston, Massachusetts; † 1806 im Kenmare River bei Kenmare, County Kerry, Irland) war ein amerikanischer Maler, Graveur, Kartograf und Ingenieur.

## Leben
Henry Pelham war der Sohn von Peter Pelham, der als Limner, Graveur und Schulmeister arbeitete, und von Mary Singleton Copley Pelham, der Mutter von John Singleton Copley. Sein Vater starb 1751, woraufhin seine Mutter zur Existenzsicherung einen Tabakladen betrieb. Henry besuchte die Boston Latin School, wo er vermutlich zusammen mit seinem Halbbruder John im Zeichnen und Malen unterrichtet wurde. Als Jugendlicher diente er seinem Bruder als Modell für das 1765 entstandene Bild A Boy with a Flying Squirrel, das 1766 in London ausgestellt wurde und Copley erstmals internationale Anerkennung brachte. Von John erlernte Henry Pelham die Techniken der Miniaturmalerei in Öl auf Kupfer sowie der Aquarellmalerei auf Elfenbein. In den frühen 1770er Jahren beendete John Singleton Copley seine Arbeit als Miniaturmaler, während Henry Pelhams Karriere in diesem Bereich weiter an Bedeutung gewann.

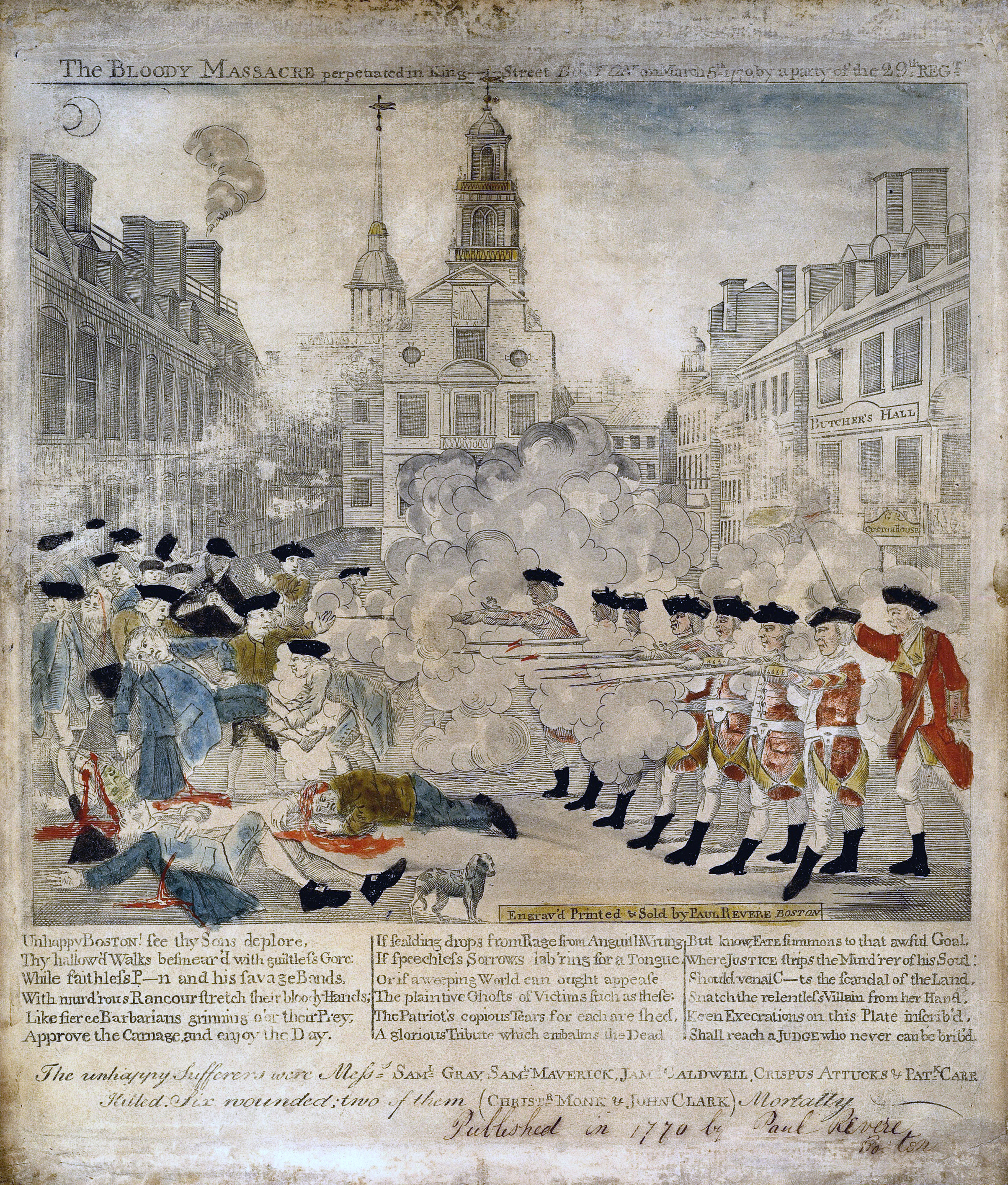
Henry Pelham: Boston Massacre (The bloody massacre perpetrated in King Street Boston on March 5th 1770 by a party of the 29th Regt. According to the Library of Congress).

Im Jahr 1770 fertigte Pelham eine Kupferstichgravur des Boston Massacre mit dem Titel The Fruits of Arbitrary Power, or The Bloody Massacre an und übergab ein Exemplar davon an Paul Revere. Dieser kopierte das Bild und veröffentlichte es, ohne Henry Pelham zu nennen. Das führte zu einem scharfen Protest. Aufgrund seiner zahlreichen loyalistischen Ansichten wurde Pelham zunehmend isoliert. 1775 wurde er auf dem Weg nach Philadelphia in Springfield von einer aufgebrachten Menge attackiert.
1776 emigrierte er nach London, wo er Zeichen-, Perspektiv-, Geographie- und Astronomieunterricht gab. Im Jahr 1777 stellte er der Royal Academy das Werk The Finding of Moses zur Verfügung, das 1787 von W. Ward graviert wurde. Außerdem begann er, Miniaturen und Emaillearbeiten auszustellen. Durch die Heirat mit Catherine Butler aus dem County Clare in Irland zog er in die Heimat seiner Mutter. Seine Frau starb bei der Geburt von Zwillingen, Peter und William, woraufhin er nach London zurückging. Nach dem Tod seiner Mutter im Jahr 1789 teilte er das Erbe mit John Singleton Copley und wurde anschließend Agent für die irischen Landgüter des Lord Lansdowne. Fortan arbeitete er als Kartograf und Ingenieur in Irland. Im Jahr 1806 ertrank er, als er eine Baustelle für Martello-Türme am Kenmare River beaufsichtigte.

## Werk

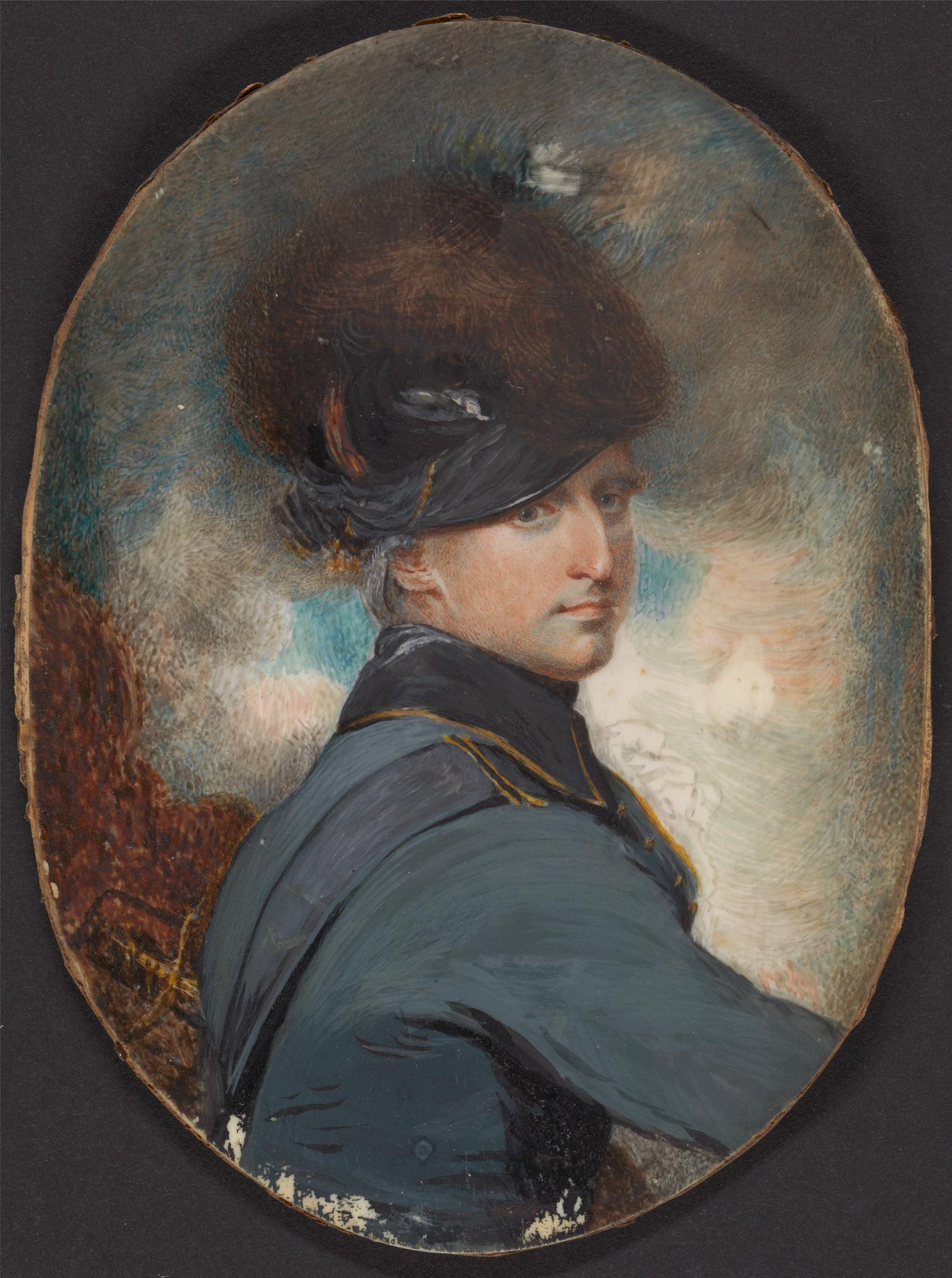
Henry Pelham: Portrait of the Fourth Baron Cleraine. Yale Center for British Art, New Haven, Connecticut

Henry Pelham war vielseitig tätig: als Maler von Miniaturen, als Graveur bedeutender historischer Ereignisse und als Kartograf. Seine Miniaturporträts zeichnen sich durch feine Umsetzung und handwerkliche Präzision aus. Seine Werke zeichnen sich durch kühne Modellierung, starke Hell-Dunkel-Kontraste und eine differenzierte Darstellung der Physiognomie aus. Diese stilistischen Merkmale führten nicht selten zu Verwechslungen mit den Werken seines Halbbruders John Singleton Copley. Heute sind weniger als ein Dutzend Miniaturen eindeutig als eigenhändige Arbeiten Pelhams identifiziert. Trotz seiner relativen Unbekanntheit trugen seine Werke zur Entwicklung der Miniaturmalerei im anglo-amerikanischen Raum bei. Sein Schaffen steht beispielhaft für die Verbindung des amerikanischen Kolonialstils mit britischen Einflüssen im späten 18. Jahrhundert.
Die Darstellung des Boston Massacre wurde politisch instrumentalisiert und zeugt von Pelhams Fähigkeit zur dokumentarischen Darstellung. Der 1777 in Aquatinta angefertigte Plan of Boston ist eine der detailliertesten militärischen Stadtkarten der Revolution. Er enthält genaue Angaben zur Topografie, zu Belagerungsanlagen und zu Truppenbewegungen. Das Werk wurde auf Anraten britischer Generäle zurückgehalten, bevor es schließlich veröffentlicht wurde. In Irland setzte er sein Talent als Kartograf ein, indem er Vermessungen in den Grafschaften Clare und Kerry durchführte und Landkarten erstellte, die in der historischen Dokumentation Irlands einen hohen Stellenwert besitzen.